# Archivio Storico Alfa Romeo

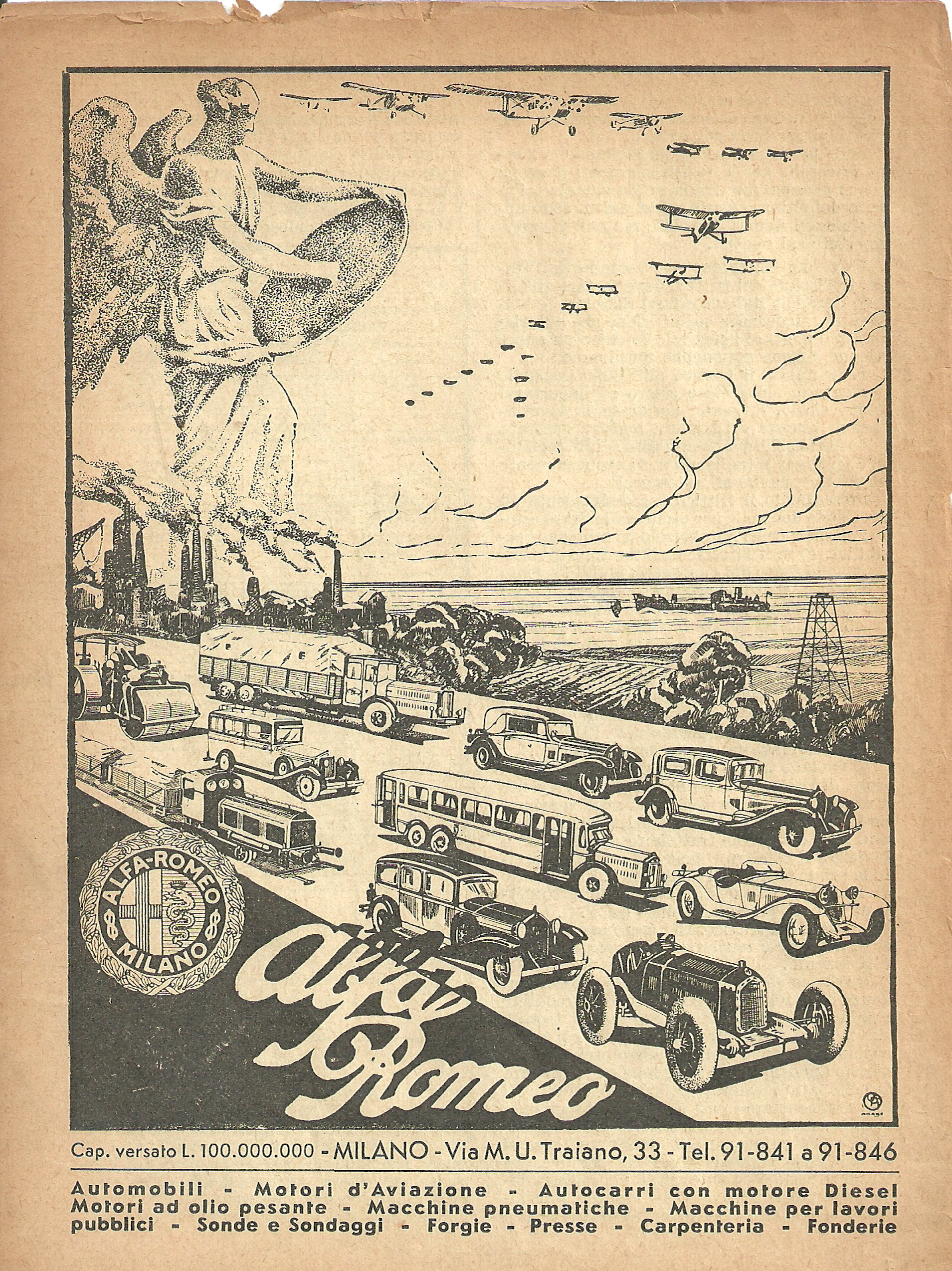
Anuncio de la marca en 1932

El Archivio Storico Alfa Romeo es un centro de documentación histórica sobre la marca Alfa Romeo inaugurado en 1969. Se encuentra situado anexo al Museo Storico Alfa Romeo, en el complejo de edificios destinado anteriormente a la dirección en la extinta fábrica de Alfa Romeo Arese, en la ciudad de Arese, Lombardía, Italia. Fue declarado bien de interés histórico en 1981. Forma junto al Museo Storico Alfa Romeo el principal centro para la conservación del legado de la marca.

## Historia
Desde que se fundó la compañía A.L.F.A. en 1910 hasta 1963, cuando sus oficinas fueron trasladadas gradualmente de la fábrica de Alfa Romeo Portello en el centro urbano de Milán a la de Alfa Romeo Arese en la periferia, la sede de la empresa se mantuvo en el mismo lugar.
Esto significó que durante más de sesenta años, casi todos los documentos de la compañía fueron producidos y almacenados en el mismo lugar, con la única excepción de la Segunda Guerra Mundial. Durante ese período muchos documentos valiosos fueron trasladados varias veces para evitar que fuesen destruidos. Los bombardeos de Milán en febrero de 1943 y octubre de 1944 causaron grandes daños y una pérdida considerable de material de los archivos de la Dirección General de Alfa Romeo, del Servicio de Publicidad y del Archivo de Diseño.
A mediados de los años treinta, el director general de Alfa Romeo Ugo Gobbi (diciembre 1933-abril 1945), reconoció la necesidad de recopilar y conservar dicha información, así como noticias e imágenes de las actividades de la empresa. Los primeros pasos se dieron en 1936, cuando se creó una biblioteca para conservar y divulgar las publicaciones técnicas. Posteriormente se creó un archivo de negativos fotográficas y que se conservó en el Departamento Técnico de Publicaciones.
En 1969, se crea el archivo como tal para conservar todo el material histórico de la marca.

## Descripción

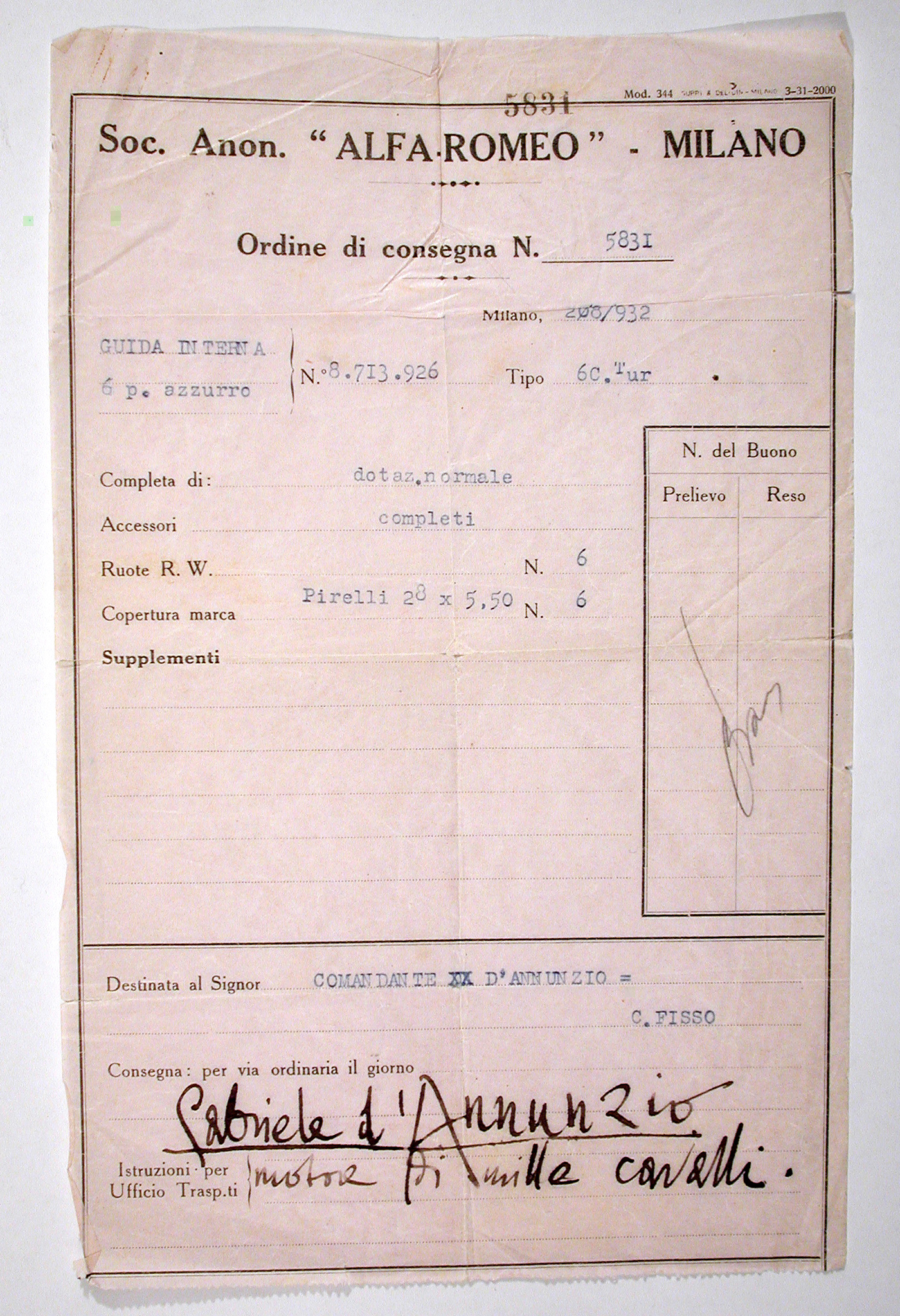
Orden de pedido de los años treinta del famoso poeta Gabriele D'Annunzio

### Fondos
El centro preserva documentación desde 1910, año de fundación de la marca. Los fondos son accesibles y consultables. En él se guardan más de 50.000 imágenes digitalizadas, 3.000 dibujos, 800 películas, así como todos los anuncios de prensa de los últimos 40 años y la documentación administrativa de la empresa. Para esto dispone de un espacio expositivo de 200 m². Dispone de una base de datos sobre productos, en la que se recopilan más de 300 registros de la más reciente producción.

### Objetivos
Lleva a cabo investigación y consultoría histórica para los coleccionistas e instituciones culturales. Los propietarios de coches antiguos de la marca, pueden realizar consultas acerca de la preservación de sus coches. A los periodistas que necesitan ayuda en la redacción de artículos, escritores, investigadores se les presta ayuda documental. Además, el centro realiza también trabajos para apoyar iniciativas del propio fabricante, por ejemplo en el lanzamiento de un nuevo modelo. Adicionalmente, presta apoyo científico para la restauración de vehículos clásicos, para la realización de exposiciones y salones del automóvil, así como ayuda para los diferentes clubs de fanáticos de la marca.